# Робинзонада, или Мой английский дедушка
«Робинзониада, или мой английский дедушка» — комедийный художественный фильм, снятый на киностудии «Грузия-фильм» в 1987 году.

## Сюжет
Когда-то давно в далеком гурийском селе Сио появился служащий английской королевской телеграфной компании Хьюз. Он полюбил красавицу Анну. Её брат Нестор был большевиком и организатором первой красной коммуны, он стал врагом Хьюза.
Затем Хьюза и Нестора застрелил обездоленный новой властью и выгнанный из села Лаврентий Мгеладзе.
Много лет спустя Анна рассказывает эту историю молодому композитору и он пишет музыку. 

## В ролях
- Жанри Лолашвили — Кристофер Хьюз, телеграфист из Англии/композитор, внук Хьюза
- Нинель Чанкветадзе — Анна Ниорадзе
- Гурам Пирцхалава — Нестор Ниорадзе, председатель сельской коммуны
- Тамара Цицишвили
- Элгуджа Бурдули — Лаврентий Мгеладзе
- Русудан Болквадзе — Лизи
- Тико Элиосидзе
- Дареджан Харшиладзе
- Шалва Херхеулидзе — отец Анны и Нестора
- Гия Лежава — монах
- Юрий Кирс
- Георгий Дадиани — агитатор
- Бердия Инцкирвели — коммунар

## Призы
- Приз «Золотая камера» международного кинофестиваля в Каннах (1987)[1]
- «Особый взгляд» приз жюри международного кинофестиваля в Токио (1988)
- Гран-при кинофестиваля в Свердловске (1987)[2]